# Masaya Tashiro
Masaya Tashiro (田代 雅也 Tashiro Masaya?, Saitama, 1 de mayo de 1993) es un futbolista japonés que juega como defensa en el Avispa Fukuoka.

## Trayectoria

### Clubes
| Club           | País  | Año       |
| -------------- | ----- | --------- |
| FC Gifu        | Japón | 2016-2017 |
| Tochigi S. C.  | Japón | 2018-2020 |
| Sagan Tosu     | Japón | 2021-2023 |
| Avispa Fukuoka | Japón | 2023-     |

## Palmarés

### Títulos nacionales
| Título         | Club           | País  | Año  |
| -------------- | -------------- | ----- | ---- |
| Copa J. League | Avispa Fukuoka | Japón | 2023 |